# Tabun
Tabun nebo též GA je extrémně toxická organická sloučenina ze třídy organofosfátů. Je to čirá, bezbarvá kapalina bez chuti a se slabou ovocnou vůní. Je klasifikována jako nervově paralytická, protože těžce interferuje s normální funkcí nervového systému savců. Jedná se o chemickou zbraň řazenou OSN podle Rezoluce č. 687 mezi zbraně hromadného ničení. Výroba tabunu je na základě Konvence o chemických zbraních od roku 1993 přísně regulována a jeho shromažďování zakázáno. Tabun je prvním z nervově paralytických látek série G, kam patří společně se sarinem (GB), somanem (GD) a cyklosarinem (GF).
Čistý tabun je bezbarvý, méně čistý však může být hnědý. Tabun je těkavý, byť méně než sarin a soman. Proto může být tabun použit ke kontaminaci vody.
Tabun lze eliminovat chlorovými bělidly (chlornany), vzniká při tom však toxický plyn chlorkyan.

## Historie
Počátek výzkumu v oblasti ethyl dialkylaminokyanofosfonátu sahá do 19. století, kdy student německého profesora chemie Augusta Michaelise Adolph Schall syntetizoval diethylaminový analog tabunu při obhajobě své disertační práci Über die Einwirkung von Phosphoroxybromid auf secundäre aliphatische Amine na univerzitě v Rostocku v roce 1898. Nesprávně však identifikoval strukturu látky jako imidoether a jeho profesor ho později opravil ve velkém článku Ueber die organischen Verbindungen des Phosphors mit dem Stickstoff, který vyšel v roce 1903 v plátku Liebigs Annalen. Vysoká toxicita látky (stejně jako vysoká toxicita jejího prekurzoru diethylamidofosforečného dichloridu a dimethylamidofosforečného dichloridu) nebyla v té době zaznamenána, nejpravděpodobněji kvůli nízkému výtěžku použitých syntetických reakcí.
V letech 1980 až 1988 během íránsko-irácké války použil Irák množství chemických zbraní proti íránským pozemním silám. Ačkoli byly nejčastěji používanými látkami yperit a sarin, používal se také tabun a cyklosarin. Dále byl Tabun také použit při chemickém útoku Halabdže v roce 1988.

## Syntéza
Tabun se průmyslově vyráběl v Německu během druhé světové války procesem, který vyvinul Dr. Gerhard Schrader. V továrně na chemické zbraně s kódovým názvem „Hochwerk“ (Dyhernfurth an der Oder, dnes Brzeg Dolny), se v letech 1942 až 1945 vyrobilo nejméně 12 000 tun této látky. Výrobní proces sestává ze dvou kroků. Prvním je reakce dimethylaminu (1) s nadbytkem chloridu fosforylu (2), čímž vzniká dimethylamidofosfordichlorid (3, kódový název „Produkt 39“ nebo „D 4“) a dimethylamoniumchlorid (4).
Dimethylamidofosfordichlorid se pak čistí vakuovou destilací a zavádí do hlavní linky pro výrobu tabunu. Zde reaguje s nadbytkem kyanidu sodného (5), dispergového v suchém chlorbenzenu, za vzniku meziproduktu dimethylamidofosfordikyanidu (není znázorněn v obrázku) a chloridu sodného (8). Přidá se čistý ethanol (6), jeho reakcí s dimethylamidofosfordikyanidem vzniká tabun (7) a kyanovodík (9). Po reakci se směs (sestávající ze 75 % chlorbenzenu a 25 % tabunu, společně s nerozpustnými solemi a zbytky kyanovodíku) filtruje, aby se odstranily nerozpustné soli, a vakuově destiluje k odstranění kyanovodíku a chlorbenzenu. Získá se tak technický produkt obsahující 95 % tabunu a 5 % chlorbenzenu (Tabun A), v pozdějších fázích války se získával Tabun B s 80 % tabunu a 20 % chlorbenzenu.

## Účinky na zdraví

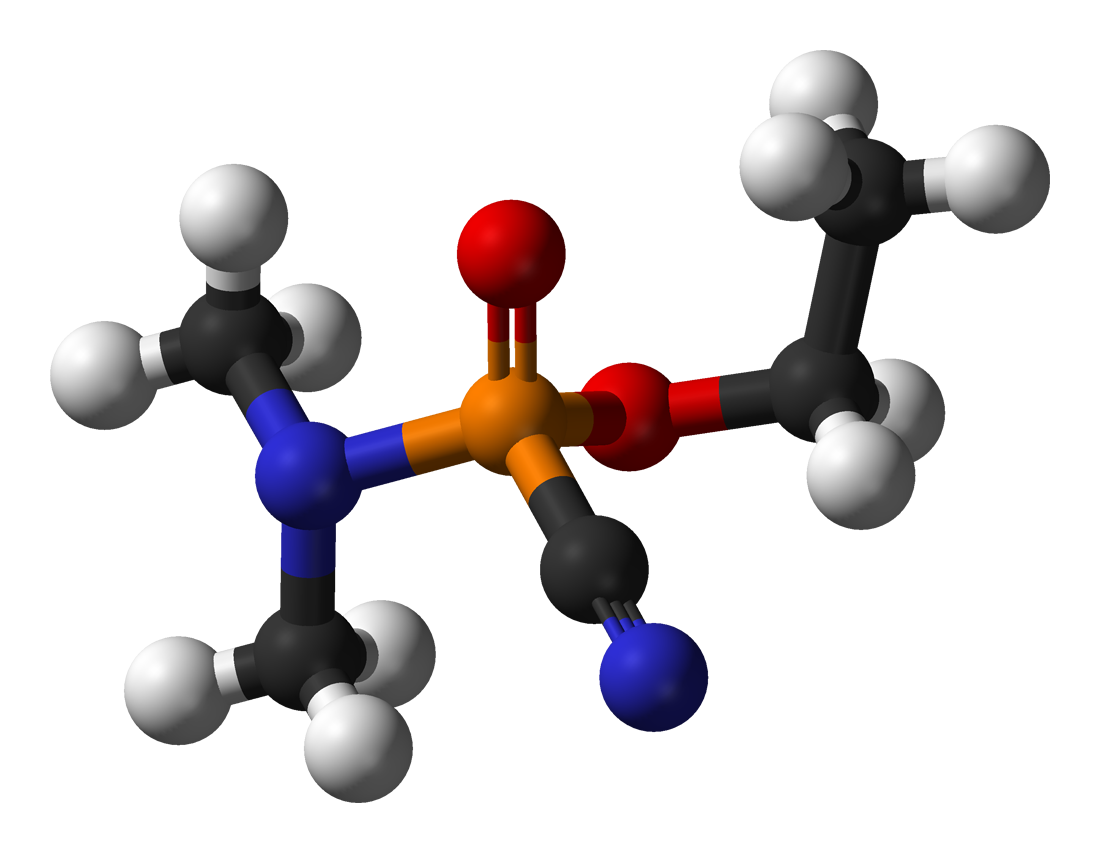
3D model molekuly tabunu

Tabun způsobuje, podobně jako jiné organofosfáty, inhibici enzymu acetylcholinesterázy. Mezi účinky expozice tabunu patří nervozita, úzkost, mióza (stažení zornic), rhinorrhea (tečení z nosu), slinění, dyspnoe (dušnost) v důsledku stažení průdušek a sekrece tekutiny, pocení, bradykardie, ztráta vědomí, křeče, chabá svalová paralýza, ztráta kontroly nad svěrači, apnoe a buly v plicích. Toxické účinky tabunu se projevují i v nepatrných dávkách. Rozvoj jednotlivých symptomů a jejich závažnost se liší podle toho, jaké množství se do těla dostalo a jak rychle. Velmi malé dávky tabunu přijaté přes kůži někdy vyvolají jen místní pocení a třes společně s charakteristicky staženými zornicemi, bez dalších významnějších příznaků. Toxicita tabunu je při vdechování asi poloviční oproti sarinu, ve velmi malých koncentracích však tabun dráždí oči více než sarin. Tabun se navíc pomalu rozpadá, proto opakované expozice mohou vést k akumulaci v těle.
Účinky tabunu se při vstřebání přes kůži projevují pomaleji než při vdechování. Oběť může rychle absorbovat smrtelnou dávku, smrt však může přijít až se zpožděním jedné až dvou hodin. Oblečení může uvolňovat tabun až 30 minut po expozici. Vdechnutí smrtných dávek usmrcuje za jednu až deset minut, stejně tak kapalina vstřebaná přes oči. Osoby, které jsou exponovány tabunu mírně až středně, se však mohou úplně zotavit, pokud se rychle zahájí léčba.
Smrtelná dávka pro tabun je cca 70 mg/m3. Při této koncentraci vdechne polovina 70 kg mužů smrtelnou dávku za dvě minuty běžného dýchání (15 l/min). Tabun je tak dvakrát méně toxicky než sarin.
Léčba při podezření na otravu tabunem spočívá v rychlém podání obvykle tří injekcí antidota, například atropinu. Jako antidotum lze použít i pralidoximchlorid (2-PAM Cl), musí se však podat během minut až nejpozději několik hodin po expozici, aby byl účinný.